# التصنيفات الدولية لتايلاند
فيما يلي التصنيفات الدولية لتايلاند.

## تصنيفات عامة
- مؤشر التنمية البشرية (2021): حلّت تايلاند في المرتبة 66 من بين 191 دولة. [1]
- مؤشر الرضا عن الحياة : حلّت تايلند في المرتبة 76 من 178 دولة. [2]
- مؤشر مكان الولادة : حلّت تايلاند في المرتبة 50 من بين 80 دولة. [3]

## الشيخوخة
- عام 2012، حلّت تايلاند في المرتبة الثالثة من بين 66 دولة ذات أسرع معدل شيخوخة للسكان (1 = أسرع معدل شيخوخة، 66 = أقل معدل شيخوخة). [4]
- صنف مؤشر Global AgeWatch لعام 2015 تايلاند في المرتبة 34 من بين 96 دولة (1 = الأفضل، 96 = الأسوأ). [5] يزعم مؤشر AgeWatch أنه يقيس "... مدى نجاح... تقدم السكان المسنين."

## جودة الهواء
- يتتبع مؤشر جودة الهواء للحياة (AQLI) الذي أعده معهد سياسة الطاقة في جامعة شيكاغو (EPIC) [6] تلوث الجسيمات المحيطة، والذي يُقاس بـ PM 2.5، ويحسب تأثيره على متوسط العمر المتوقع. تبلغ الجرعة التي توصي بها منظمة الصحة العالمية 10 ميكروجرام لكل متر مكعب (ميكروجرام/م 3 ). يصنف مؤشر عام 2016 تايلاند في المرتبة السابعة بين أكثر الدول تلوثًا من بين 226 دولة (1 = أعلى ميكروجرام/م 3 ؛ 226 = أقل ميكروجرام/م 3 ). وكانت الدول الأخرى في رابطة دول جنوب شرق آسيا التي تلت تايلند في التصنيف هي لاوس في المركز 8، وسنغافورة في المركز 12، وميانمار في المركز 18، وإندونيسيا في المركز 19، وفيتنام في المركز 24، وماليزيا في المركز 41، وكمبوديا في المركز 43، وبروناي في المركز 121، والفلبين في المركز 132. [7] [8]

## المطارات
- أفضل مطارات العالم : حلّ مطار سوفارنابومي (BKK) في بانكوك في المرتبة 36 ضمن أفضل 100 مطار في العالم عام 2018. أما تصنيف مطارات رابطة دول جنوب شرق آسيا الأخرى لعام 2018 فهو: مطار شانغي سنغافورة في المرتبة الأولى؛ مطار كوالالمبور الدولي المرتبة 44؛ مطار سوكارنو هاتا في جاكرتا في المرتبة 45؛ مطار نوي باي في هانوي في المرتبة 82.[9] احتل مطار سوفارنابومي المرتبة 38 عام 2017[10] والمرتبة 36 عام 2016.[11]

## تربية الأحياء المائية
- جاءت تايلاند في المرتبة العاشرة عالمياً من حيث إنتاج تربية الأحياء المائية عام 2015، حيث أنتجت 0.9 مليون طن. وجاءت دول رابطة دول جنوب شرق آسيا الأخرى ضمن العشرة الأوائل حيث جاءت إندونيسيا في المركز 3؛ وفيتنام في المركز 4؛ وميانمار في المركز 9. [12]

## جاهزية الذكاء الاصطناعي
- يسعى مؤشر جاهزية الحكومات للذكاء الاصطناعي لعام 2019 إلى الإجابة عن السؤال التالي: "ما مدى قدرة الحكومات الوطنية على الاستفادة من فوائد الذكاء الاصطناعي في عملياتها وتقديم الخدمات العامة؟" في مسحها لـ 194 دولة، أجرت شركة الأبحاث Oxford Insights بحثًا نيابة عن مركز بحوث التنمية الدولية الكندي (IDRC). حلّت تايلاند في المرتبة 56 من بين 194 دولة. وجاءت الدول الأعضاء الأخرى في رابطة دول جنوب شرق آسيا وفق الترتيب التالي: سنغافورة المركز الأول؛ وماليزيا المركز 22؛ والفلبين المركز 50؛ وإندونيسيا المركز 57؛ وفيتنام المركز 70؛ وبروناي المركز 121؛ وكمبوديا المركز 124؛ ولاوس المركز 137؛ وميانمار المركز 159. [13] [14]

## افضل الدول
- أفضل البلدان : عملتمؤسسة يو إس نيوز أند وورد ريبورت في أوائل عام 2016 على تصنيف 60 دولة على أساس تسعة معايير. احتلت تايلاند المرتبة 21 من 60 (1 = الأفضل، 60 = الأسوأ). وجاءت الدول الأخرى الأعضاء في رابطة دول جنوب شرق آسيا في المراكز الستين الأولى، حيث حلّت سنغافورة في المركز 15؛ وماليزيا في المركز 28؛ وفيتنام في المركز 32؛ والفلبين في المركز 33؛ وإندونيسيا في المركز 42. [15]

## السوق السوداء
- تصنيف مخاطر السوق السوداء للدول: احتلت تايلاند المرتبة 20 من بين 93 دولة (1 = الأكثر عرضة للخطر؛ 93 = الأقل عرضة للخطر). [16]

## انبعاثات ثاني أكسيد الكربون
- فيمراجعة شركة بي بي الإحصائية للطاقة العالمية لعام 2019، جاءت تايلاند في المرتبة الثانية من حيث انبعاثات ثاني أكسيد الكربون في رابطة دول جنوب شرق آسيا في عام 2018، حيث قدرت انبعاثاتها بنحو 302 مليون طن. أما الاقتصادات الخمس الكبرى الأخرى في رابطة دول جنوب شرق آسيا فكان تصنيفها كما يلي: إندونيسيا 543 مليون طن؛ وماليزيا 250 مليون طن؛ وسنغافورة 230 مليون طن؛ وفيتنام 225 مليون طن؛ والفلبين 134 مليون طن. [17] وفي عام 1965، بلغت انبعاثات ثاني أكسيد الكربون في تايلاند 7.4 مليون طن.
- مشروع الكربون العالمي: في أطلس الكربون العالمي لعام 2014، من بين 216 دولة/إقليم، احتلت تايلاند المرتبة 18 (1 = الأكثر انبعاثات، 216 = الأقل انبعاثات) في انبعاثات ثاني أكسيد الكربون، ارتفاعًا من المرتبة 19 في عام 2013. [18]

## صادرات الإسمنت
- كانت تايلاند ثاني أكبر مصدر للإسمنت من حيث القيمة الدولارية عام 2014؛ إذ صدّرت ما قيمته 655.8 مليون دولار أمريكي من الإسمنت، أو 5.5 في المائة من إجمالي الصادرات العالمية. [19]

## المواد الكيميائية في الزراعة
- وفقًا لخطة التنمية الاقتصادية والاجتماعية الوطنية الحادية عشرة للحكومة التايلاندية (2012-1016)، تحتل تايلاند المرتبة الأولى في العالم في استخدام المواد الكيميائية في الزراعة. وذكر التقرير، "إن استخدام المواد الكيميائية في القطاعين الزراعي والصناعي آخذ في النمو في حين أن آليات الرقابة غير فعّالة ما يجعل تايلاند في المرتبة الأولى في العالم في استخدام المواد الكيميائية المسجلة في الزراعة." [20] :111

## الطفولة
- يُصنّفتقرير نهاية الطفولة لعام 2018، الصادر عن منظمة إنقاذ الطفولة، رفاهية الأطفال في 175 دولة وفق ثمانية مقاييس تتعلق بالصحة والتعليم والعمل والزواج والولادة والعنف. احتلت تايلاند المرتبة 85 من بين 175 دولة (1 = الأفضل؛ 175 = الأسوأ). أما الدول الأخرى في رابطة دول جنوب شرق آسيا فكان تصنيفها كما يلي: جاءت سنغافورة في المرتبة الأولى؛ ماليزيا المرتبة 67؛ بروناي المرتبة 68؛ فيتنام المرتبة 96؛ الفلبين المرتبة 104؛ إندونيسيا المرتبة 105؛ ميانمار المرتبة 107؛ كمبوديا المرتبة 119؛ ولاوس المرتبة 132. [21] [22]

## مستقبل الأطفال
- في فبراير/شباط 2020، نشرت لجنة مكونة من منظمة الصحة العالمية واليونيسيف ومجلة ذا لانسيت تقريراً عن التحقيق في تأثير تهديدين وجوديين على صحة الأطفال، وهما حالة الطوارئ المناخية والاستغلال التجاري المفترس. وقد صنفت الدراسة 180 دولة وفقاً للخطوات التي اتخذتها كل منها للحد من هذه التهديدات التي تواجه رفاهة أطفالها. احتلت تايلاند المرتبة 64 من بين 180 دولة (1 = الأفضل). جاء تصنيف ثماني دول أخرى من رابطة دول جنوب شرق آسيا كما يلي: سنغافورة المرتبة 12؛ ماليزيا المرتبة 44؛ فيتنام المرتبة 58؛ الفلبين المرتبة 110؛ كمبوديا المرتبة 114؛ إندونيسيا المرتبة 117؛ ميانمار المرتبة 120؛ لاوس المرتبة 137. [23]

## القدرة التنافسية
- صنف تقرير التنافسية العالمية لعام 2019 الذي أصدره المنتدى الاقتصادي العالمي، 141 دولة من حيث القدرة التنافسية الوطنية، والتي تعرف بأنها مجموعة المؤسسات والسياسات والعوامل التي تحدد الإنتاجية. احتلت تايلاند المرتبة 40 من 141 (1 = الأفضل). أما الدول الأخرى في رابطة دول جنوب شرق آسيا التي احتلت المركز الأول فكانت: سنغافورة المرتبة 1؛ ماليزيا المرتبة 27؛ إندونيسيا المرتبة 50؛ بروناي المرتبة 56؛ الفلبين المرتبة 64؛ فيتنام المرتبة 67؛ كمبوديا المرتبة 106؛ لاوس المرتبة 113. [24] [25]
- تصنيف IMD العالمي للتنافسية 2019 : صنفت تايلاند في المرتبة 25 من 63 دولة (1 = الأكثر تنافسية).
- مؤشر التنافسية العالمية (GCI) 2014-2015 : احتلت تايلاند المرتبة 32 من 140 اقتصادًا في مؤشر التنافسية العالمية التابع للمنتدى الاقتصادي العالمي. واحتلت المركز السادس في رابطة دول جنوب شرق آسيا (آسيان+3) (الصين واليابان وكوريا الجنوبية). في حين احتلت سنغافورة، شريكة رابطة دول جنوب شرق آسيا، المرتبة الثانية وماليزيا في المرتبة الثامنة عشر. [26]
- كتاب التنافسية العالمية لعام 2016 الصادر عن المعهد الدولي للتنمية الإدارية : ارتفعت تايلاند بمقدار مرتبتين عن تصنيف عام 2015 لتحتل المرتبة 28 من بين 61 دولة (1 = الأفضل، 61 = الأسوأ) في القدرة التنافسية. [27] [28]
- تقرير التنافسية العالمية لعام 2015 الصادر عن المعهد الدولي للتنمية الإدارية : تايلاند في المرتبة 30 من بين 61 دولة. ويركز التصنيف على 20 مجالاً مجمعة حول أربعة موضوعات رئيسية: الأداء الاقتصادي، وكفاءة الحكومة، وكفاءة الأعمال، والبنية التحتية. حلّت تايلاند في المرتبة الأدنى في مجال الصحة والبيئة، حيث جاء في المرتبة 54. أفضل تصنيف لها كان في مجال التوظيف (المرتبة الثالثة) بفضل انخفاض معدل البطالة. ومن بين 61 اقتصاداً، احتلت التشريعات التجارية في تايلاند أيضاً مرتبة سيئة، حيث جاءت في المرتبة 51. وفي مجال التعليم، جاءت تايلند في المرتبة 48. [29] [30]
- كتاب التنافسية العالمية لعام 2014 الصادر عن المعهد الدولي للتنمية الإدارية : احتلت تايلاند المرتبة 29 من بين 60 دولة. [31]

## الدساتير
- منذ عام 1932، عندما أُطيح بالنظام الملكي المطلق في تايلاند، حظيت البلاد بعشرين دستوراً، وهو رقم قياسي عالمي. ومنذ ذلك الحين، شهدت المملكة 13 انقلاباً ناجحاً، وتسعة انقلابات فاشلة، و29 رئيس وزراء، ناهيك عن تسعة خدموا لفترة وجيزة بصفة مؤقتة. أدار القادة العسكريون البلاد لمدة 53 عامًا على الأقل من أصل 87 عامًا من عام 1932 إلى عام 2019. [32]

## الفساد
- مؤشر مدركات الفساد لعام 2019 : احتلت تايلاند المرتبة 101 من بين 180 دولة (1 = الأنظف؛ 180 = الأكثر فسادًا). الدول الأخرى في رابطة دول جنوب شرق آسيا المصنفة: سنغافورة، 4؛ بروناي 35؛ ماليزيا 51؛ إندونيسيا 85؛ فيتنام 96؛ الفلبين 113؛ ميانمار 130؛ لاوس 130 (تعادل)؛ وكمبوديا 162. [33]
- مؤشر مدركات الفساد لعام 2018 : احتلت تايلاند المرتبة 99 من بين 180 دولة (1 = نظيفة؛ 180 = الأكثر فسادًا). الدول الأخرى في رابطة دول جنوب شرق آسيا المصنفة: سنغافورة 3؛ بروناي 31؛ ماليزيا 61؛ إندونيسيا 89؛ الفلبين 99 (تعادل)؛ فيتنام 117؛ ميانمار 132؛ لاوس 132 (تعادل)؛ وكمبوديا 161. [34]
- مؤشر مدركات الفساد لعام 2017 : احتلت تايلاند المرتبة 96 من بين 180 دولة (1 = نظيفة؛ 180 = الأكثر فسادًا). الدول الأخرى في رابطة دول جنوب شرق آسيا المصنفة: سنغافورة 6؛ بروناي 32؛ ماليزيا 62؛ إندونيسيا 96 (تعادل)؛ فيتنام 107؛ الفلبين 111؛ ميانمار130؛ لاوس 135؛ وكمبوديا 161. [35]
- مؤشر مدركات الفساد لعام 2016 : احتلت تايلاند المرتبة 101 من بين 176 دولة (1 = نظيفة؛ 176 = الأكثر فسادًا). الدول الأخرى في رابطة دول جنوب شرق آسيا المصنفة: سنغافورة 7؛ بروناي 41؛ ماليزيا 56؛ إندونيسيا 90؛ الفلبين 101؛ فيتنام 113؛ لاوس 123؛ ميانمار 136؛ وكمبوديا 156. [36]
- مؤشر مدركات الفساد لعام 2015 : احتلت تايلاند المرتبة 76 من بين 167 دولة (1 = نظيفة؛ 167 = الأكثر فسادًا) في هذا الاستطلاع السنوي. وجاءت الدول الأخرى الأعضاء في رابطة دول جنوب شرق آسيا في المرتبة التالية: سنغافورة 8؛ وماليزيا 54؛ وإندونيسيا 88؛ والفلبين 95؛ وفيتنام 112؛ ولاوس 139؛ وميانمار 147؛ وكمبوديا 150. [37]
- مؤشر مدركات الفساد لعام 2014 : صنفت منظمة الشفافية الدولية تايلاند في المرتبة 85 من بين 174 دولة (1 = نظيفة؛ 174 = الأكثر فسادًا). وجاءت الدول الأخرى في رابطة دول جنوب شرق آسيا في المرتبة التالية: سنغافورة 7؛ وماليزيا 50؛ والفلبين 85؛ وإندونيسيا 107؛ وفيتنام 119؛ ولاوس 145؛ وكمبوديا 156؛ وميانمار 156 (تعادل). [38]

## تكلفة المعيشة
- استطلاع ميرسر لتكاليف المعيشة لعام 2016 : احتلت بانكوك المرتبة 74 من بين 209 مدينة (1 = الأغلى؛ 209 = الأقل تكلفة). يقيس مسح ميرسر التكلفة المقارنة لأكثر من 200 سلعة في كل مدينة، بما في ذلك السكن، والنقل، والطعام، والملابس، والسلع المنزلية، والترفيه. صمم الاستطلاع لتستخدمه الشركات المتعددة الجنسيات والحكومات في تحديد التعويضات للموظفين المغتربين. [39]
- مؤشر تكلفة المعيشة منتصف العام 2015 : احتلت تايلاند المرتبة 89 من بين 125 دولة (1 = الأغلى؛ 125 = الأقل تكلفة). [40]

## الانقلابات
- "... شهدت تايلاند عددًا من الانقلابات أكثر من أي دولة أخرى في التاريخ المعاصر." وفقًا لصحيفة واشنطن بوست. [41] منذ عام 1932، شهدت تايلاند سبع محاولات انقلاب و12 انقلابًا ناجحًا ( اعتبارًا من 2015). [42] [43]

## الإِبداع
- في مؤشر الإبداع العالمي لعام 2015، احتلت تايلاند المرتبة 82 من بين 139 دولة (1 = الأفضل، 139 = الأسوأ). تم تصنيف شركاء تايلاند في رابطة دول جنوب شرق آسيا على النحو التالي: سنغافورة 9؛ لاوس 42؛ الفلبين 52؛ ماليزيا 63؛ فيتنام 80؛ كمبوديا 113؛ إندونيسيا 115. [44] [45]

## الجريمة
- حلّت تايلند في المرتبة الثالثة من حيث عدد جرائم القتل العمد المرتكبة باستخدام سلاح ناري المسجّلة في الإحصائيات الجنائية (الشرطية) عام 2000، من بين 92 دولة استجابت للاستطلاع (خلف #1 جنوب أفريقيا و#2 كولومبيا ). [46] :451

## الخطر على السياح
- في تقرير التنافسية للسفر والسياحة لعام 2017 الصادر عن المنتدى الاقتصادي العالمي، احتلت تايلاند المرتبة 118 من بين 136 دولة من حيث سلامة وأمن السياح. كما جاءت دول رابطة دول جنوب شرق آسيا الأخرى وفق الترتيب التالي: سنغافورة 6؛ وماليزيا 41؛ ولاوس 66؛ وكمبوديا 88؛ وإندونيسيا 91؛ والفلبين 126. [47] [48] :35

## الديمقراطية
- صنف مؤشر الديمقراطية لعام 2019 الصادر عن وحدة الاستخبارات الاقتصادية حالة الديمقراطية في تايلاند في المرتبة 68 من بين 167 دولة (1 = الأفضل [النرويج])؛ 167 = الأسوأ [كوريا الشمالية]). وجاءت الدول الأخرى في رابطة دول جنوب شرق آسيا في المراتب التالية: ماليزيا 43؛ الفلبين 54؛ إندونيسيا 64؛ سنغافورة 75؛ ميانمار 122؛ كمبوديا 124؛ فيتنام 136؛ ولاوس 155. لم يتم تصنيف بروناي. [49] [50]
- صنف مؤشر الديمقراطية لوحدة الاستخبارات الاقتصادية لعام 2016 تايلاند في المرتبة 100 من بين 167 دولة (1 = الأفضل؛ 167 = الأسوأ) من حيث حالة ديمقراطيتها من خلال تقييم عملياتها الانتخابية والتعددية، وحالة الحريات المدنية، وسير عمل حكومتها، والمشاركة السياسية والثقافة السياسية. وكانت الدول الأخرى في رابطة دول جنوب شرق آسيا المصنفة هي إندونيسيا 48؛ والفلبين 50؛ وماليزيا 65؛ وسنغافورة 70؛ وكمبوديا 112؛ وميانمار 113؛ وفيتنام 131؛ ولاوس 151. [51] :9

## أسعار الأدوية
- أجرت شركة ميدبيل البريطانية الناشئة في مجال الطب مسحا لأسعار 13 دواءً شائعاً في 50 دولة حول العالم. وكانت أسعار الأدوية في تايلاند أقل بنسبة 94% من متوسط السعر الإجمالي للأدوية الثلاثة عشر في الدول التي شملتها الدراسة. وقد وُجد أن أسوأ أسعار كانت في الولايات المتحدة، حيث كانت أعلى من المتوسط بنسبة 307%. [52] ومن بين دول رابطة دول جنوب شرق آسيا، سجلت ماليزيا وإندونيسيا أيضًا أسعارًا أقل بنسبة 90% من المتوسط. [53]

## الحكومة الالكترونية
- في دراسة الأمم المتحدة للحكومة الإلكترونية لعام 2018، احتلت تايلاند المرتبة 73 من بين 193 دولة (1 = الأفضل) في توفير الخدمات الرقمية للمواطنين. وجاءت الدول الأخرى الأعضاء في رابطة دول جنوب شرق آسيا في المرتبة التالية: سنغافورة، 7؛ ماليزيا، 48؛ بروناي، 59؛ الفلبين، 75؛ فيتنام، 88؛ إندونيسيا، 107؛ كمبوديا، 145؛ ميانمار، 157؛ لاوس، 162. [54]

## سهولة ممارسة الأعمال
- تقرير البنك الدولي حول ممارسة الأعمال 2017؛ تكافؤ الفرص للجميع: احتلت تايلاند المرتبة 46 (1-الأسهل؛ 190=صعب) من بين 190 دولة في تصنيف "سهولة ممارسة الأعمال". الدول الأخرى في رابطة دول جنوب شرق آسيا المصنفة: سنغافورة 2؛ ماليزيا 23؛ بروناي 72؛ فيتنام 82؛ إندونيسيا 91؛ الفلبين 99؛ كمبوديا 131؛ لاوس 139؛ ميانمار 170. [55]
- تقرير البنك الدولي حول ممارسة الأعمال 2016: قياس الجودة التنظيمية والكفاءة : احتلت تايلاند المرتبة 49 من بين 189 دولة (1 = الأفضل، 189 = الأسوأ) في سهولة ممارسة الأعمال، وهو انخفاض قدره ثلاثة مراكز في التصنيف منذ استطلاع عام 2014 قبل انقلاب مايو.[56] :239ومن بين دول رابطة دول جنوب شرق آسيا، جاءت تايلاند في المرتبة الثالثة بعد سنغافورة وماليزيا. وفي التصنيفات التفصيلية، احتلت تايلاند المرتبة 97 عالميًا في الحصول على الائتمان، والمرتبة 96 في سهولة بدء الأعمال التجارية، والمرتبة 70 في دفع الضرائب، والمرتبة 39 في التعامل مع تراخيص البناء، والمرتبة 57 في تسجيل الملكية وإنفاذ العقود، والمرتبة 56 في التجارة عبر الحدود، والمرتبة 36 في حماية المستثمرين الأقلية، والمرتبة 49 في حل حالات الإفلاس. [57]

## الاقتصاد
- أفضل الوجهات للمغتربين 2019: في استطلاع شمل 64 دولة، صنّفت تايلاند في المرتبة 25 كأفضل وجهة للمغتربين (1 = الأفضل؛ 64 = الأسوأ). تم ت
- صنف ست دول من رابطة دول جنوب شرق آسيا. جاء ترتيبها على النحو التالي: فيتنام 2؛ وسنغافورة 6؛ وماليزيا 9؛ والفلبين 27؛ وإندونيسيا 29. [58]
- في دراسة استقصائية أجريت عام 2017، احتلت تايلاند المرتبة 18 من بين 55 دولة (1 = الأكثر رغبة؛ 55 = الأقل رغبة) في ترتيب المغتربين لوجهاتهم المفضلة. وجاءت الدول الأخرى في رابطة دول جنوب شرق آسيا المصنفة وفق الترتيب التالي: سنغافورة 9؛ وفيتنام 12؛ وماليزيا 15؛ وكمبوديا 24؛ والفلبين 29؛ وميانمار 48. [59] :13

## عدد مستخدمي الفيسبوك
- تحتل تايلاند المركز السادس في آسيا من حيث عدد مستخدمي الفيسبوك المسجلين، إذ بلغ عددهم 46 مليوناً. وتتصدر الهند القائمة. ومن بين دول رابطة دول جنوب شرق آسيا، تحتل تايلاند المرتبة الرابعة، بعد إندونيسيا بواقع 130 مليونًا؛ والفلبين 62 مليونًا؛ وفيتنام 50 مليونًا؛ وماليزيا 22 مليونًا؛ وميانمار 16 مليونًا؛ وكمبوديا 6.3 مليوناً؛ وسنغافورة 4.3 مليوناً؛ ولاوس 2.2 مليوناً؛ وبروناي 340 ألفًا. [60]

## معدل سجن الإناث
- معدل سجن النساء في تايلاند هو الأعلى في العالم حيث يبلغ 66.4 امرأة سجينة لكل 100 ألف نسمة (اعتبارًا من 2015). [61] :2معدلات سجن النساء في الدول الأخرى الأعضاء في رابطة دول جنوب شرق آسيا هي: فيتنام 22.2؛ سنغافورة 21.8؛ ميانمار 18.8؛ ماليزيا 11.7؛ بروناي 11.2؛ الفلبين 10.3؛ كمبوديا 8.5؛ لاوس 7.4؛ إندونيسيا 3.3.[61] :8

## السرية المالية
- يتم نشر مؤشر السرية المالية من قبل شبكة العدالة الضريبية. ويهدف هذا التصنيف إلى تصنيف الولايات القضائية وفقا لسرية أنشطتها المالية الخارجية وحجم أنشطتها المالية. إنها أداة لفهم السرية المالية العالمية، والملاذات الضريبية، أو السلطات القضائية السرية، والتدفقات المالية غير المشروعة أو هروب رأس المال. في مؤشر عام 2018، احتلت تايلاند المرتبة 15 من بين 112 ولاية قضائية (1-الأكثر سرية؛ 112 = الأقل سرية). سويسرا تحتل المرتبة الأولى في العالم. وكانت الدول الأخرى المصنفة في رابطة دول جنوب شرق آسيا هي: سنغافورة، 5؛ ماليزيا، 31؛ الفلبين، 40؛ إندونيسيا، 52؛ بروناي، 91. [62]

## مصايد الأسماك
منظمة الأغذية والزراعة للأمم المتحدة: عام 2014، احتلت تايلاند المرتبة 14 في العالم في "صيد الأسماك البحرية" (حصاد الأنواع المحيطية) بواقع 1.6 مليون طناً،  :11 وجاءت في المركز 15 في "الصيد الداخلي" (حصاد أنواع المياه العذبة) بواقع 210,293 طن متري،  والمركز 13 في صيد "الأنواع المستزرعة" بواقع 934,800 طن،  :29وكانت رابع أكبر مصدر للأسماك، حيث بلغت قيمة صادراتها 6.6 مليار دولار أمريكي.  :53

## كرة القدم
- في تصنيفات الفيفا/كوكاكولا العالمية لكرة القدم للرجال لعام 2016، احتلت تايلاند المركز 119 من بين 204 دولة (1=الأفضل، 204=الأسوأ). [64] يحتل فريق السيدات التايلاندي المرتبة 32 من بين 136 دولة. [65]

## الدول الهشة
- صنف مؤشر الدول الهشة لعام 2019، الذي أعدّة صندوق السلام، تايلاند في المرتبة 77 في العالم من حيث الهشاشة (178 = الأقل هشاشة؛ 1 = الأكثر هشاشة). تصدرت فنلندا الترتيب، بينما جاءت اليمن في أسفل الترتيب. وجاءت الدول الأخرى الأعضاء في رابطة دول جنوب شرق آسيا في المرتبة التالية: سنغافورة 162؛ وبروناي 124؛ وماليزيا 119؛ وفيتنام 109؛ وإندونيسيا 93؛ ولاوس 62؛ وكمبوديا 54؛ والفلبين 50؛ وميانمار 22. [66]

## الحرّية
- صنفت منظمة فريدوم هاوس تايلاند على أنها "دولة غير حرة" في تقريرها عن الحرية في العالم لعام 2019. وانخفض ترتيبها عام 2019 مقارنة بالعام السابق. وشملت الدراسة 195 دولة و14 إقليماً. وفي رابطة دول جنوب شرق آسيا، احتلت إندونيسيا المرتبة الأولى، ولكن تصنيفها كان "حرة جزئياً" فقط. وجاء ترتيب الدول الأخرى في رابطة دول جنوب شرق آسيا من الأعلى إلى الأسفل على النحو التالي: "حرة جزئيا": الفلبين؛ ماليزيا؛ سنغافورة؛ ميانمار. "غير حرة": تايلاند؛ بروناي؛ كمبوديا؛ فيتنام؛ لاوس. [67]
- صنفت منظمة فريدوم هاوس في تقريرها "الحرية في العالم 2018 " تايلاند على أنها "غير حرة". من بين 210 دولة مصنفة، جاءت تايلاند في المرتبة 156 (1 = الأكثر حرية؛ 210 = الأقل حرية). أما الدول الأخرى في رابطة دول جنوب شرق آسيا التي جاءت في المرتبة التالية فهي: إندونيسيا 98؛ الفلبين 105؛ سنغافورة 124؛ ماليزيا 134؛ ميانمار 154؛ كمبوديا 158؛ بروناي 161؛ فيتنام 178؛ لاوس 193.[68] [69]
- خفضت منظمة فريدوم هاوس، في تقريرها عن الحرية في العالم لعام 2015 تصنيف تايلاند السابق من "حرة جزئيًا" إلى "غير حرة"، ما يجعلها واحدة من 51 دولة ومنطقة في هذه الفئة. [70] [71] :26

## سعر البنزين
احتلت تايلاند المرتبة 48 من بين 61 دولة (1 = الأرخص، 61 = الأغلى) من حيث سعر اللتر الواحد من البنزين (الربع الثاني من عام 2015). 

## الفجوة بين الجنسين
- يحاول تقرير الفجوة العالمية بين الجنسين لعام 2018 الصادر عن المنتدى الاقتصادي العالمي رصد حجم التفاوتات القائمة على النوع الاجتماعي في دول العالم وتتبع التقدم المحرز بمرور الوقت. وفي تقرير عام 2018، حقّق التقرير في الفوارق بين الجنسين في 149 دولة. احتلت تايلاند المرتبة 73 من بين 149 دولة (1 = أقل عدد من التفاوتات). واحتلت مرتبة منخفضة للغاية (130) في المشاركة السياسية للمرأة. أما ترتيب الدول الأخرى في رابطة دول جنوب شرق آسيا فهو: الفلبين 8؛ لاوس 26؛ سنغافورة 67؛ فيتنام 77؛ إندونيسيا 85؛ ميانمار 88؛ بروناي 90؛ كمبوديا 93؛ ماليزيا 101. [73]
- تقرير الفجوة العالمية بين الجنسين الصادر عن المنتدى الاقتصادي العالمي عام 2014 : احتلت تايلاند المرتبة 61 من بين 142 دولة. [74]

## فرص الفتيات
- يتضمن تقرير "كل فتاة أخيرة لعام 2016" الصادر عن منظمة " أنقذوا الأطفال في المملكة المتحدة" "مؤشر فرص الفتيات" الذي يصنف الدول وفق خمسة مؤشرات لرفاهية الفتيات: زواج الأطفال، وخصوبة المراهقين، ووفيات الأمهات، وإكمال التعليم الثانوي، وعدد أعضاء البرلمان من الإناث. احتلت تايلاند المرتبة 81 من بين 144 دولة (1 = الأفضل، 144 = الأسوأ). أما الدول الأخرى في رابطة دول جنوب شرق آسيا فجاء ترتيبها كما يلي: فيتنام 47؛ والفلبين 64؛ وإندونيسيا 73؛ وبوتان 80؛ وكمبوديا 89؛ ولاوس 101.[75]

## العطاء
- مؤشر العطاء العالمي 2014 : الإجمالي 21 من 135 دولة [76]

## الدول الخيّرة
- يسعى مؤشر الدولة الجيدة إلى قياس "مساهمة كل دولة في الصالح العام للإنسانية والكوكب". عام 2018، احتلت تايلاند المرتبة 60 من من بين 153 دولة مصنّفة (1 = الأفضل؛ 153 = الأسوأ). وجاءت الدول الأخرى في رابطة دول جنوب شرق آسيا وفق الترتيب التالي: سنغافورة 23؛ ماليزيا 45؛ الفلبين 69؛ بروناي 70؛ إندونيسيا 87؛ فيتنام 116؛ كمبوديا 130؛ لاوس 134 [77]

## السياحة الحلال
- صنف مؤشر السفر الإسلامي العالمي لعام 2019 (GMTI) تايلاند في المرتبة 18 من بين 130 وجهة مفضلة في جميع أنحاء العالم للسياح المسلمين. وتصدرت دول رابطة دول جنوب شرق آسيا الإسلامية التصنيفات: ماليزيا في المرتبة الأولى، وإندونيسيا في المرتبة الثانية، وبروناي في المرتبة العاشرة. ومن بين الدول غير المسلمة في رابطة دول جنوب شرق آسيا، جاءت سنغافورة في المرتبة العاشرة؛ وتايلاند في المرتبة الثامنة عشرة؛ والفلبين في المرتبة السادسة والثلاثين. [78] [79]

## السعادة
- تقرير السعادة العالمي 2017 : تايلاند في المرتبة 32 من بين 155 دولة (1 = الأسعد). أما الدول الأخرى في رابطة دول جنوب شرق آسيا التي احتلت المركز الأول فكانت: سنغافورة 26؛ ماليزيا، 42؛ الفلبين 72؛ إندونيسيا، 81؛ فيتنام 94؛ ميانمار 114؛ كمبوديا 129. [80]
- مؤشر السعادة العالمي 2016 : يصنف 140 دولة على أساس أربعة معايير. تايلاند في المرتبة التاسعة من بين 140 (1 = الأسعد). الدول الأخرى في رابطة دول جنوب شرق آسيا التي شملها التصنيف في الدراسة: فيتنام 5؛ إندونيسيا 16؛ الفلبين 20؛ ماليزيا 46؛ كمبوديا 74؛ ميانمار 81. [81]
- تقرير السعادة العالمي 2015: احتلت تايلاند المرتبة 34 من بين 158 دولة في الإصدار الثالث من تقرير السعادة العالمي. [82]

## تكنولوجيا المعلومات
- المنتدى الاقتصادي العالمي: يتضمن تقرير تكنولوجيا المعلومات العالمية 2015 الإصدار الأحدث لمؤشر الجاهزية الشبكية (NRI)، والذي يقيم العوامل والسياسات والمؤسسات التي تمكن الدولة من الاستفادة الكاملة من تكنولوجيا المعلومات والاتصالات من أجل زيادة القدرة التنافسية والرفاهية. احتلت تايلاند المرتبة 67 من بين 143 دولة. [83]

## الابتكار
- مؤشر الابتكار العالمي 2024، الصادر عن المنظمة العالمية للملكية الفكرية : احتلت تايلاند المرتبة 41 من بين 133 دولة. [84]
- مؤشر الابتكار العالمي 2019: تايلاند في المرتبة 43 من بين 129 دولة. أما الدول الأخرى في رابطة دول جنوب شرق آسيا التي جاءت في المرتبة الثانية فكانت: سنغافورة 8؛ ماليزيا 35؛ فيتنام 42؛ الفلبين 54؛ بروناي 71؛ إندونيسيا 85؛ كمبوديا 98. [85]
- صنف مؤشر بلومبرغ للابتكار لعام 2018 تايلاند في المرتبة 45 من بين 50 دولة (1 = الأكثر ابتكارًا؛ 50 = الأقل ابتكارًا). احتلت سنغافورة المرتبة الثالثة وماليزيا المرتبة 26. [86]
- صنف مؤشر بلومبرغ للابتكار لعام 2017 تايلاند في المرتبة 44 من بين 50 دولة (1 = الأكثر ابتكارا؛ 50 = الأقل ابتكارا)، وهي زيادة عن المرتبة 47 في تصنيف عام 2016. وكانت الدول الأخرى في رابطة دول جنوب شرق آسيا في المرتبة هي سنغافورة، في المرتبة 6 من 50 وماليزيا، في المرتبة 23 من 50. [87]
- صنف مؤشر الابتكار العالمي لعام 2015 تايلاند في المرتبة 55 من بين 141 دولة (1 = الأفضل؛ 141 = الأسوأ). [88]

## الإنترنت
- أعطى تقرير الحرية على الإنترنت لعام 2018 الصادر عن منظمة فريدوم هاوس لتايلاند [89] درجة 65 (0 = الأفضل، 100 = الأسوأ) لحرية الإنترنت. ولم تتمكن أي دولة من الدول الثماني الأعضاء في رابطة دول جنوب شرق آسيا المدرجة في التقرير من الحصول على تصنيف "حرة". كان الأفضل هو الفلبين؛ وكان الأسوأ هو فيتنام. [90]
- منظمة فريدوم هاوس: في عام 2015 منحت تايلاند درجة 63 ("غير حرة") (0 = الأفضل، 100 = الأسوأ) لحرية الإنترنت في السنة التقويمية 2014، لتحتل المرتبة 50 من 65 دولة. في عام 2013 تم تصنيف تايلاند على أنها "حرة جزئيًا". [91]
- الاتحاد الدولي للاتصالات (ITU): في تقريره لعام 2012، صنف تايلاند في المرتبة 92 من بين 155 دولة من حيث البنية التحتية للاتصالات. [92]
- Ookla Speedtest : قامت الشركة المعروفة بتطبيق الإنترنت الشهير Speedtest بتصنيف جميع الدول من حيث متوسط سرعة التنزيل المتدحرجة بالميجابايت في الثانية في مايو 2015. تعتمد التصنيفات على الإنتاجية خلال الثلاثين يومًا السابقة لخوادم لا يزيد عددها عن 480 كم من جهاز الكمبيوتر العميل. احتلت تايلاند المرتبة 52 من بين 200 دولة (20 ميجابت/ثانية). الدول الأخرى في رابطة دول جنوب شرق آسيا كانت سنغافورة (1 من 200 دولة) في المرتبة 122 ميغابت/ثانية؛ فيتنام (61 من 200) 20 ميغابت/ثانية؛ كمبوديا (110 من 200) 9 ميغابت/ثانية؛ بروناي (116 من 200) 8 ميغابت/ثانية؛ ماليزيا (130 من 200) 7 ميغابت/ثانية؛ لاوس (133 من 200) 7 ميغابت/ثانية؛ إندونيسيا (139 من 200) 7 ميغابت/ثانية؛ ميانمار (140 من 200) 7 ميغابت/ثانية؛ والفلبين (176 من 200) 4 ميغابت/ثانية. [93]
- وفقا لشركة بت ديفيندر الرومانية لبرمجيات أمن الإنترنت، احتلت تايلاند المرتبة الخامسة من بين 25 دولة آسيوية من حيث كمية البرمجيات الخبيثة على الإنترنت المكتشفة. كانت الهند وإندونيسيا والصين وفيتنام هي الدول الأربع الأكثر تعرضا للمخاطر الأمنية السيبرانية في آسيا. على الصعيد العالمي، احتلت تايلاند المرتبة الحادية عشرة من بين 200 دولة من حيث تعرضها للهجمات الإلكترونية (1=الأسوأ، 200=الأفضل). [94] ويؤكد التقرير على نتائج مماثلة توصل إليها باحثو مايكروسوفت في عام 2015. [95]

## معدل الذكاء
في الفترة من 2002 إلى 2006 أجرى أستاذان أبحاثاً حول معدل الذكاء في أكثر من 180 دولة. ونشرا تصنيفاً عالمياً للدول حسب متوسط معدل ذكائها، مرتبة حسب متوسط معدل الذكاء (مع العديد من التعادلات بسبب النتائج المتطابقة). جاءت تايلاند في المرتبة 16 بمعدل ذكاء 91.

## معرفة المجتمع
- تزعم دراسة Ipsos Perils of Perception لعام 2018 أنها تقيس "... "أي الحقائق الرئيسية [القضايا والحقائق حول دولتهم] التي يفهمها الجمهور عبر الإنترنت في 37 دولة بشكل صحيح حول مجتمعهم - وأيها يفهمونها بشكل خاطئ.... يهدف الاستطلاع إلى تسليط الضوء على كيفية تصميمنا للتفكير بطرق معينة وكيف تؤثر بيئتنا على تصوراتنا (الخاطئة) ". احتلت تايلاند المرتبة الأولى في استطلاع عام 2018 (1 = أقل التصورات دقة ؛ 37 = أكثر التصورات دقة) مما يعني أن التايلانديين كانوا الأقل معرفة بمجتمعهم مقارنة بمواطني 36 دولة أخرى. أما الدول الآسيوية الأخرى التي جاءت في المرتبة الأولى فكانت: ماليزيا، 4؛ والصين، 9؛ والهند، 12؛ واليابان، 16؛ وكوريا الجنوبية، 24؛ وسنغافورة، 31؛ والمواطنون الأكثر علمًا، هونج كونج، 37. [97] [98]

## القوة العسكرية
- وضع تصنيف القوة العسكرية لعام 2018 تايلاند في المرتبة 27 من بين 136 دولة. أما الدول الأخرى في رابطة دول جنوب شرق آسيا التي جاءت في المرتبة الثانية فهي: إندونيسيا، 15؛ وفيتنام، 20؛ وميانمار، 35؛ وماليزيا، 44؛ والفلبين، 52؛ وسنغافورة، 67؛ وكمبوديا، 102؛ ولاوس، 117. [99]
- احتلت تايلاند المرتبة التاسعة عشرة من بين 133 دولة في "إجمالي القوى العاملة العسكرية المتاحة التي تصل إلى سن الخدمة سنويًا" (1 = الأكثر، 133 = الأقل). أما الدول الأخرى في رابطة دول جنوب شرق آسيا التي جاءت في المرتبة الثانية فكانت: إندونيسيا، 3؛ والفلبين، 10؛ وفيتنام، 13؛ وميانمار، 22؛ وماليزيا، 44؛ وكمبوديا، 62؛ ولاوس، 79؛ وسنغافورة، 116. [100]

## السلام
- صنف مؤشر السلام العالمي لعام 2018، الذي نشره معهد الاقتصاد والسلام، تايلاند في المرتبة 113 من بين 163 دولة من حيث المستوى العام للسلام (1 = الأكثر سلامًا؛ 163 = الأقل سلامًا). أما الدول الأخرى في رابطة دول جنوب شرق آسيا التي احتلت المركز الأول فكانت: سنغافورة 8؛ ماليزيا 25؛ لاوس، 46؛ إندونيسيا 55؛ فيتنام 60؛ كمبوديا 96؛ ميانمار 122؛ والفلبين 137. [101]

## حرية الصحافة
- صنف مؤشر حرية الصحافة العالمي لعام 2020 الذي نشرته منظمة مراسلون بلا حدود تايلاند في المرتبة 140 من بين 180 دولة (1 = الأفضل؛ 180 = الأسوأ) في حرية الصحافة. وجاءت الدول الأخرى الأعضاء في رابطة دول جنوب شرق آسيا في المرتبة التالية: ماليزيا، 101؛ إندونيسيا، 119؛ الفلبين، 136؛ ميانمار، 139؛ كمبوديا، 144؛ بروناي، 152؛ سنغافورة، 158؛ لاوس، 172؛ فيتنام، 175. [102]
- صنف مؤشر حرية الصحافة العالمي لعام 2019 الذي نشرته منظمة مراسلون بلا حدود تايلاند في المرتبة 136 من بين 180 دولة (1 = الأفضل؛ 180 = الأسوأ) في حرية الصحافة. تم تصنيف الدول الأخرى في رابطة دول جنوب شرق آسيا على النحو التالي: ماليزيا، 123؛ إندونيسيا، 124؛ الفلبين، 134؛ ميانمار، 138؛ كمبوديا، 143؛ سنغافورة، 151؛ بروناي، 152؛ لاوس، 171؛ فيتنام، 176. [103] [104]

## المدن الآمنة
- صنف مؤشر المدن الآمنة لعام 2019، الذي نشرته وحدة الاستخبارات الاقتصادية، 60 مدينة عالمية على معايير مثل السلامة الشخصية والأمن الرقمي وأمن البنية التحتية. [105] احتلت بانكوك المرتبة 47 من 60 (1 = الأكثر أمانًا؛ 60 = الأقل أمانًا)، مناصفة مع مدينة هوشي منه. وكانت المدن الأخرى في رابطة دول جنوب شرق آسيا افي الترتيب التالي: سنغافورة 2؛ وكوالالمبور 35؛ ومانيلا 43؛ وجاكرتا 53. [106]

## التقدم الاجتماعي
- مؤشر التقدم الاجتماعي 2017: احتلت تايلاند المرتبة 62 من بين 128 دولة (1 = الأفضل؛ 128 = الأسوأ). أما الدول الأخرى في رابطة دول جنوب شرق آسيا فجاء ترتيبها كما يلي: ماليزيا 50؛ الفلبين 68؛ إندونيسيا 79؛ ميانمار 96؛ كمبوديا 98؛ ولاوس 99. [107]
- مؤشر التقدم الاجتماعي 2015 : التقدم الاجتماعي هو قدرة المجتمع على تلبية الاحتياجات الإنسانية الأساسية لمواطنيه. احتلت تايلاند المرتبة 57 من بين 113 دولة (1 = الأفضل؛ 133 = الأسوأ). [108]
- مؤشر التقدم الاجتماعي 2014 : احتلت تايلاند المرتبة 59 من بين 132 دولة [109]
- حالة الأمهات في العالم 2014 : المرتبة 72 من 178 دولة. [110] :76